# Colchicum filifolium
Colchicum filifolium  es una especie  de planta con flor, bulbosa, perteneciente a la familia de las colchicáceas.

## Descripción
Tuberobulbo de 1,5-2 x 1-1,5 (-2) cm. Túnicas pardas, prolongándose hasta 2-5 cm por encima del tuberobulbo. Vaina membranosa, blanca, tan larga como las túnicas o ligeramente más larga. Hojas de hasta 10 cm de longitud y (1-) 1,5-2,5 (-3) mm de anchura, lineares, apareciendo casi simultáneamente con las flores. Flores solitarias, raramente 2 por bulbo. Tépalos con limbo de (20-) 25-40 x 2-5 (-9) mm, de oblongo-elíptico a estrechamente elíptico, obtuso, lila. Estambres más o menos de la mitad de la longitud del limbo de los tépalos; filamemos filiformes; anteras de (3,5-) 5,5-8 (-12) mm, basifijas, amarillas. Cápsulas de 8-12 mm, oblongas. Tiene un número de cromosomas de 2n = 54. Florece de octubre a noviembre.

## Distribución y hábitat
Se encuentra en campos incultos, sobre suelos preferentemente ácidos.   Se distribuye en la Región mediterránea Occidental. 

## Taxonomía
Colchicum filifolium fue descrita por (Cambess.) Stef. y publicado en Sborn. B'lghar. Akad. Nauk 22: 58. 1926.
Sinonimia
- Bulbocodium balearicum Nyman
- Bulbocodium filifolium (Cambess.) Cuatrec.
- Bulbocodium fontanesii Heynh.
- Merendera filifolia Cambess.
- Merendera filifolia var. atlantica Chabert
- Merendera linifolia Munby[3][4]